# Nareul chaj-ajwo
Nareul chaj-ajwo (나를 찾아줘?), noto anche con il titolo internazionale Bring Me Home, è un film del 2019 scritto e diretto da Kim Seung-woo.

## Trama
Jung-yeon cerca incessantemente da sei anni il proprio bambino, quasi certa che sia stato rapito. Un giorno riceve un'informazione anonima, secondo cui il bambino vivrebbe in un villaggio di pescatori.

## Distribuzione
In Corea del Sud la pellicola è stata distribuita dalla Warner Bros. Korea a partire dal 27 novembre 2019.